# NPO 2
NPO 2 je nizozemská televizní stanice provozovaná NPO. Vysílá od 1. října 1964.

## Historie
Stanice zahájila vysílání 1. října 1964 ve 20:00, původně dvě a půl hodiny denně, do 22:30. V září 1967 bylo také zahájeno barevné vysílání na Nederlandu 2.
V roce 1988 Nederland 2 získal novou identitu a přezdívku ATV, od omroepů vysílajících na Nederlandu 2, AVRO, TROS a Veronica. VPRO vysílající v neděli tuto identitu nepoužíval a vysílal nadále pod svým názvem.
V roce 1990 přišla další velká změna, Nederland 2 byl přejmenován na TV2 a získal i novou identitu.
V roce 1991 se jeden z pilířů stanice, omroep AVRO, přesunul na Nederland 1 a omroepy EO a VARA, dosud vysílající na Nederlandu 1, se přesunuly právě sem a v roce 1993 se z Nederlandu 2 odstěhovaly VARA a VPRO. Naopak se nastálo vrátila vzdělávací Teleac a školní vysílání NOT. A v roce 1995 přišla poslední velká změna, omroep Veronica opustil veřejnoprávní systém a dal se na komerční vysílání. Veronicu "nahradil" v roce 1997 nový omroep BNN, taktéž zaměřený na mladé publikum.
A v roce 2000 se stanice přejmenovala zpět na svůj původní název, Nederland 2.
16. září 2007 všechny tři stanice NPO začaly nastálo vysílat širokoúhle, ve formátu 16:9. 4. června 2009 také začalo simultánní vysílání Nederlandu 2 v HD.
19. srpna 2014 byl zahájen rebranding všech TV a rozhlasových stanic NPO, v rámci kterého se Nederland 2 přejmenoval na NPO 2.

## Program
Do začátku nového tisíciletí se program řídil podle právě vysílajícího omroepu. Od nového tisíciletí se Nederland 2 začal orientovat na zábavné a kulturní pořady, sport, zprávy a publicistiku. Nederland 2 taktéž vysílá zprávy z Nederlandu 1 ve znakovém jazyce.